# 镇圩瑶族乡
镇圩瑶族乡是中华人民共和国广西壮族自治区南宁市上林县下辖的一个民族乡。

## 行政区划
镇圩瑶族乡下辖以下村级行政区划单位：
镇马社区、望河村、佛子村、龙贵村、洋造村、正万村、古登村、东罗村、怀因村、排红村和正浪村。